# 歐弗蘭鎮區 (堪薩斯州摩里斯縣)
歐弗蘭鎮區（英語：Overland Township）為美國堪薩斯州摩里斯縣轄下的鎮區。2010年美国人口普查中該鎮區人口有71人。

## 地理
歐弗蘭鎮區涵蓋總面積為88.15平方（34.03平方英里），其中87.87平方（33.93平方英里）為陸地，0.28平方（0.11平方英里）或0.32%為水域。海拔高度406（1,332英尺）。

## 人口統計
根據2010年美國人口普查，歐弗蘭鎮區人口有71人，住房35戶，人口密度為0.81人/每平方公里。此鎮區居民之種族中，白人有70人，非裔美國人有0人，美洲原住民有0人，亞裔美國人有0人，太平洋島裔美國人有0人，其他種族有0人，混血種族則有1人。此外此鎮區有0人為西班牙裔或拉丁裔美國人。

## 交通

### 主要公路
- 77號美國國道